# Csorvás vasútállomás
Csorvás vasútállomás egy Békés vármegyei vasútállomás, Csorvás településen, a MÁV üzemeltetésében. A vasútállomás jegypénztár nélküli, nincs jegykiadás. A település belterületének déli szélén található, közúti elérését a 4431-es út teszi lehetővé.

## Vasútvonalak
Az állomást az alábbi vasútvonalak érintik:
- Szeged–Kötegyán-vasútvonal

## Kapcsolódó állomások
A vasútállomáshoz az alábbi állomások vannak a legközelebb:
- Orosházi tanyák megállóhely (Szeged–Kötegyán-vasútvonal)
- Csorvás alsó megállóhely (Szeged–Kötegyán-vasútvonal)

## Forgalom
| Járat        | Útvonal | Gyakoriság     |
| ------------ | --- | -------------- |
| személyvonat | Szeged – Szeged-Rókus – Hódmezővásárhelyi Népkert – Hódmezővásárhely – Kútvölgy – Székkutas – Orosháza – Orosházi tanyák – Csorvás – Csorvás alsó – Telekgerendás (– Fürjes) – Békéscsaba            | Óránként       |
| személyvonat | Szeged – Szeged-Rókus – Algyő – Hódmezővásárhelyi Népkert – Hódmezővásárhely (← Kútvölgy – Székkutas) – Orosháza (← Orosházi tanyák) – Csorvás (← Csorvás alsó) – Telekgerendás – Békéscsaba – Gyula | Vasárnap 1 pár |